# Supercar
Supercar (Knight Rider) è una serie televisiva statunitense prodotta tra il 1982 e il 1986, interpretata da David Hasselhoff.

## Trama
La serie inizia con il salvataggio di un poliziotto, Michael Arthur Long da parte delle industrie Knight. L'uomo è in fin di vita, ma grazie a una plastica facciale e a un duro addestramento, la sua vita cambia completamente. Egli diventa Michael Knight e assieme a KITT, un'automobile quasi indistruttibile e completamente automatizzata controllata da un'intelligenza artificiale (che le permette, tra le altre cose, di parlare) comincerà una lunga battaglia contro "le forze del male" in giro per gli Stati Uniti.

## Personaggi

### Personaggi principali
- Michael Knight (stagioni 1-4), interpretato da David Hasselhoff, doppiato da Giorgio Locuratolo.
Il suo vero nome è Michael Arthur Long (interpretato da Larry Anderson), un ex-poliziotto salvato in punto di morte da Wilton Knight e da Devon Miles, membri della "Fondazione Knight per il rispetto della legge". A causa delle gravi ferite riportate e per salvaguardare la sua esistenza, Wilton e Devon gli forniscono una nuova identità (quella di Michael Knight appunto) e una nuova faccia (identica a quella del figlio ribelle di Wilton Knight, Garth Knight). Michael accetterà subito di prendere parte al sogno di Wilton, ormai morente, di combattere il male da solo avvalendosi, però, di KITT. Di Michael Long non si fa mai menzione della sua famiglia, dei genitori o dei fratelli, durante la serie originale di quattro anni.
- KITT (stagioni 1-4), doppiato in originale da William Daniels, in italiano da Adolfo Lastretti (stagione 1 e finale stagione 4) e da Massimo Venturiello (stagioni 2-3 e prima parte stagione 4).
Acronimo di Knight Industries Two Thousand, è un'automobile sportiva Pontiac Firebird Trans Am del 1982 di colore nero, costruita con una lega di metallo indistruttibile (anche se per l'esattezza era la Tri-Helical Plasteel 1000 MBS, un rivestimento chimico, a donargli l'indistruttibilità, anche se fino a un certo punto), dotata di una sofisticata intelligenza artificiale che è in grado di fare molte cose straordinarie, come ad esempio compiere balzi per superare un ostacolo, andare a velocità altissime, analizzare reperti, scandagliare con i radar o il sonar un edificio ecc.
- Devon Miles (stagioni 1-4), interpretato da Edward Mulhare, doppiato da Silvio Anselmo.
È il dirigente più importante della Fondazione Knight, che si occupa di combattere il crimine. Per fare ciò, si avvale della collaborazione di Michael Knight che utilizza KITT. Devon Miles appare sempre simpatico e affabile, gli piace scherzare con Michael di cui ha una profonda stima (che è contraccambiata); è una sorta di secondo padre per lui. Da giovane aveva la passione per le motociclette e ora per le cravatte a pallini e per il minigolf. Morirà nello spin-off della serie televisiva, Supercar 2000 - Indagine ad alta velocità.
- Bonnie Barstow (stagioni 1,3-4), interpretata da Patricia McPherson, doppiata da Cristina Boraschi.
È il tecnico cibernetico di KITT. Ha enormi conoscenze nel campo dell'Intelligenza Artificiale, dell'informatica e dell'elettronica. Si occupa della manutenzione ordinaria e straordinaria dell'auto, oltre che all'installazione di migliorie richieste dalla situazione contingente in alcune puntate (come uno speciale laser o la verniciatura con una vernice speciale). In un paio di occasioni collabora alla ricostruzione completa di KITT, quando questo viene distrutto durante le missioni. Nella prima stagione il suo comportamento è quasi scostante e odioso nei confronti di Michael Knight, poi nella Terza e Quarta stagione diventa molto più simpatica e affabile. È sempre iper protettiva nei confronti della sua "creatura", KITT. Nella seconda stagione è assente per seguire un corso di aggiornamento e viene sostituita da April Curtis.
- April Curtis (stagione 2), interpretata da Rebecca Holden, doppiata da Cristina Boraschi.
È il tecnico informatico di KITT che sostituisce Bonnie nella seconda stagione. A differenza di Bonnie, è sempre molto allegra e scherza volentieri con Michael Knight. Anche April è iper protettiva nei confronti della straordinaria automobile, e critica molto Michael per averla "maltrattata" durante le missioni. Ha una nipote di circa 10 anni che ricopre un ruolo fondamentale nel 16º episodio della seconda stagione della serie (Corsa per la vita). Il personaggio viene rimosso all'inizio della terza stagione con il ritorno di Bonnie Barstow senza che venga fornita alcuna spiegazione.
- RC3 - Reginald Cornelius III (stagione 4), interpretato da Peter Parros, doppiato da Fabrizio Temperini e Vittorio Guerrieri.
Chiamato da tutti RC3 o RC, è una sorta di "giustiziere metropolitano" che difende le persone dalle vessazioni dei criminali a Chicago; viene incontrato da Michael Knight durante la prima puntata della quarta stagione (Formula K.I.T.T.). Dopo tale incontro nasce subito una buona amicizia con Michael, favorita dai loro comuni intenti di combattere il crimine. RC3 e i suoi amici daranno un contributo fondamentale per la ricostruzione di KITT dopo che viene quasi completamente distrutto in quella stessa puntata. Anzi, riescono persino a migliorare la straordinaria auto aggiungendo delle nuove funzionalità: la Super-Velocità (o Super Pursuit Mode, SPM) che, se attivata, consente di raggiungere le 300 mph (quasi 500 km/h) anche mediante una trasformazione estetica (che dura solo per il tempo in cui il SPM viene attivato); l'Emergency Brake System (EBS), che serve per rallentare velocemente subito dopo che era stata attivata la Super-Velocità e la possibilità di rendere KITT una cabrio ogni volta che si vuole con la semplice pressione del nuovo pulsante contraddistinto dalla lettera "C". RC3 viene immediatamente assunto dalla Fondazione Knight come autista della base mobile e partecipa direttamente a molte missioni degli episodi della Quarta stagione, anche con l'aiuto della sua motocicletta da lui stesso costruita con materiali di scarto.

### Personaggi secondari
- Wilton Knight, interpretato da Richard Basehart.
In realtà non è un personaggio secondario della serie televisiva, in quanto compare solo nell'episodio pilota; tuttavia è lui a sponsorizzare il progetto di KITT e a scegliere Michael Knight.

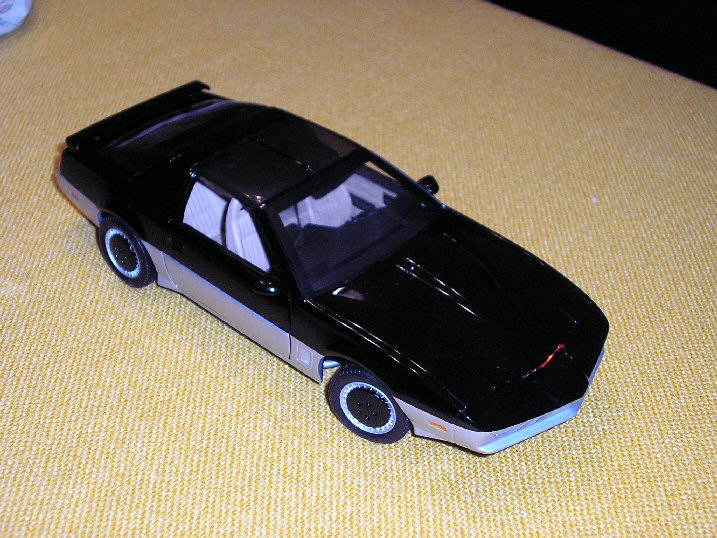
Modellino di KARR (Terza Stagione). Notare la nuova verniciatura e lo scanner di colore arancione.

- KARR (Knight Automated Roving Robot, in italiano: Knight Automa Radio Ragionante) è un'automobile nera dotata di tecnologia futuristica, antagonista di KITT. L'acronimo KARR in inglese si pronuncia peraltro in modo identico al termine car, automobile. KARR è il primo prototipo di auto fornita di intelligenza artificiale realizzato dalla Fondazione Knight, creata da Wilton Knight. È dotato di tutte le straordinarie funzioni di KITT, oltre ad essere del tutto identico esteriormente. Tale prototipo fu disattivato quasi subito (anche se non smantellato) per un gravissimo errore nella sua programmazione: l'auto è progettata in modo da mettere al primo posto la difesa di se stessa e della propria esistenza, invece della salvaguardia della vita umana. Il secondo prototipo, KITT, fu realizzato proprio con questa prerogativa. KARR viene riattivato per errore da 2 vagabondi all'inizio del nono episodio della prima stagione Il gemello cattivo. Alla fine dell'episodio sembra che Michael Knight e KITT riescano a sconfiggerlo e a distruggerlo facendolo precipitare in un dirupo, ma questa supposizione si rivelerà sbagliata. KARR viene infatti ritrovato e riattivato da una coppia di fidanzati all'inizio dell'episodio della terza stagione KITT contro KARR, in cui non mostra troppi segni di danneggiamento. Il gemello cattivo di KITT riesce inizialmente a convincere la coppia di fidanzati ad aiutarlo a rimettersi in sesto, mostrando loro alcune straordinarie funzioni che è in grado di compiere. Ben presto però KARR dimostrerà la sua vera natura, ricattando i ragazzi e coinvolgendoli nel suo progetto di distruggere i suoi nemici: KITT e Michael Knight. Questi ultimi riusciranno, alla fine dell'episodio, a distruggere completamente KARR. Tuttavia l'episodio si conclude con l'inquadratura del luogo dello scontro finale: tra i pezzi sparsi di KARR si vede la sua CPU che, incredibilmente, risulta ancora funzionante. La voce originale di KARR è di Peter Cullen, quella italiana (nell'episodio Il gemello cattivo) di Diego Reggente; per coincidenza, nel cartone animato Transformers, il personaggio di Optimus Prime ha la stessa coppia di voci.

- Garthe Knight, interpretato da David Hasselhoff e doppiato da Massimo Lopez (primo episodio) e  Luca Biagini (secondo episodio) .
È il figlio di Wilton Knight, perfettamente uguale fisicamente a Michael Knight (e interpretato dallo stesso attore) tranne che per la presenza di baffi e pizzetto, ma a differenza di quest'ultimo è profondamente malvagio e con manie di grandezza e per questo motivo è stato diseredato dal padre. Grazie all'aiuto della perfida madre Elizabeth Knight, riesce a costruire un camion dotato della stessa copertura molecolare di KITT, chiamato Goliath. Nella sua ultima apparizione, sembra precipitare con Goliath in un burrone, ma non si avrà mai la certezza della sua morte. Appare nella seconda stagione, in due doppi episodi a lui dedicati.
- Goliath.
È un mastodontico camion dotato di rimorchio che prende parte a due episodi. È interamente rivestito della stessa copertura molecolare che ricopre sia KITT che KARR, ma, a differenza delle due auto, Goliath non è dotato di un computer, né di intelligenza artificiale, né di funzioni straordinarie. La sua forza consiste quindi solamente nella sua imponenza e quasi indistruttibilità. È stato costruito da Garth Knight per effettuare azioni criminali, prima fra tutte l'eliminazione dei suoi principali nemici, Michael Knight e KITT, ma essi riusciranno in entrambe le occasioni ad avere la meglio, seppure a fatica. Oltre alla sua struttura mastodontica ed indistruttibile, Goliath ospita sul tetto della motrice dei lanciarazzi per razzi non guidati; il rimorchio container, blindato ed antiproiettile, è chiuso con una chiusura senza maniglie, apribile solo con un codice numerico digitabile su un tastierino. Alla sua prima apparizione, nel pilota della seconda stagione, Goliath viene fermato da KITT con una scarica del suo laser nel punto di aggancio tra motrice e rimorchio; la seconda volta, in un altro episodio di due ore all'interno della stessa stagione, quel difetto è stato eliminato, e Michael deve ingannare Garth per costringerlo a finire giù da una scogliera.
- Stephanie "Stevie" Mason, interpretata da Catherine Hickland, all'epoca moglie di David Hasselhoff.
È la donna di cui Michael s'innamora, e per la quale medita di lasciare la Fondazione per starle accanto; quando verrà uccisa il giorno delle nozze, Michael ritornerà a lavorare con KITT. Compare in tre episodi: Il primo amore (stagione 1), Salto nel passato (stagione 2) e Caccia all'uomo (stagione 4).

## Produzione
Glen A. Larson prese in prestito l'idea dello scanner montato sul cofano di KITT da uno dei suoi precedenti progetti, Battlestar Galactica (1978). I Centurioni Cylon di quella serie avevano uno scanner quasi identico che fungeva da occhi.
Nel doppio episodio della seconda stagione Bocca di serpente, Michael e KITT sono insolitamente messi in secondo piano dal coprotagonista David Dalton. Ciò perché quell'episodio doveva servire a lanciare una serie spin-off, Code of Vengeance, che aveva quest'ultimo come protagonista ma che tuttavia durò solo pochissimi episodi.
La serie venne interrotta alla fine della quarta stagione, nel 1986, a causa di un repentino calo degli ascolti, che non riuscivano più a bilanciare gli elevati costi di produzione. Ciò avvenne in modo del tutto improvviso e imprevisto, in quanto l'ultimo episodio in assoluto, La spedizione maledetta, termina in modo normale senza lasciar presagire nulla della fine definitiva della serie.
Il 17 febbraio 2008 è stato mandato in onda sulla rete televisiva americana NBC il lungometraggio Knight Rider che avrebbe potuto essere l'episodio pilota di una nuova serie di Supercar, cosa che poi si è concretizzata grazie agli indici di ascolto estremamente alti. La nuova serie, chiamata Knight Rider, è iniziata il 24 settembre sulla NBC, ma a causa dei bassi ascolti e delle critiche non positive, nel dicembre 2008 la NBC ha deciso di non rinnovare la serie per una seconda stagione.

## Accoglienza
La serie ha vinto un People's Choice Awards nel 1983 per il miglior attore protagonista e uno Young Artist Awards per il miglior giovane attore non protagonista, Keith Coogan, sempre nel 1983. 

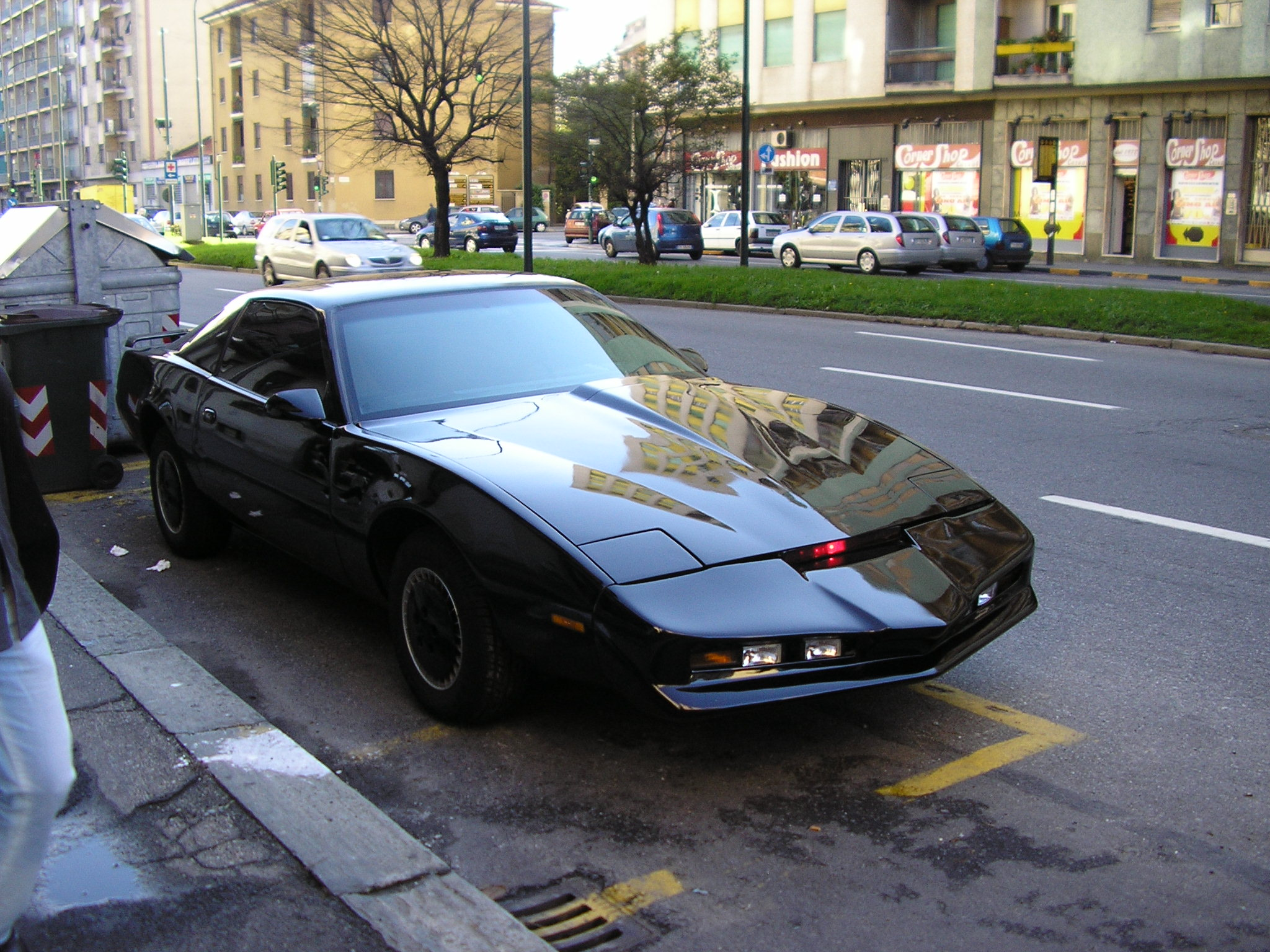
Replica di KITT realizzata da un fan italiano

Il telefilm è rimasto per molti appassionati un oggetto di culto, vi sono numerosi fan club e forum in varie nazioni. Alcuni fan più appassionati hanno costruito delle repliche perfette sia negli interni che negli esterni di KITT e di KARR, elaborate a partire dal modello di serie dell'auto da cui entrambi derivano, una Pontiac Firebird Trans Am. Tutte le auto KITT usate nella serie sono state demolite, per un accordo che la Universal aveva preso con la Pontiac. Tuttavia, repliche ufficiali commissionate dalla Universal sono state fatte da George Barris e Jay Ohrberg. Due sono state vendute a David Hasselhoff e una di queste è ora in mostra nel museo Keswick Cars of the Stars in Inghilterra.

## Colonna sonora
Il "Knight Rider Theme" è stato composto da Stu Phillips e Glen A. Larson. Quest'ultimo affermò di aver tratto ispirazione da un pezzo classico ("Marche et Cortège De Bacchus" Act III - No. 14 di Sylvia scritto dal compositore francese Léo Delibes). 
Nel resto della serie la colonna sonora è stata composta da Stu Phillips per 13 episodi e da Don Peake per 75 episodi, Peake è stato unico e principale compositore fino alla fine della serie nel 1986.
In Italia, per un breve periodo negli anni novanta, fu utilizzata la canzone di Jovanotti La strada come sigla.

## Episodi
La serie televisiva comprende 90 episodi (alcuni composti da due parti) divisi in quattro stagioni. Negli Stati Uniti furono trasmessi dall'emittente NBC, mentre in Italia da Italia 1 (al 14 gennaio 1984).
| Stagione         | Episodi | Prima TV originale | Prima TV italiana |
| ---------------- | ------- | ------------------ | ----------------- |
| Prima stagione   | 22      | 1982-1983          | 14 gennaio 1984   |
| Seconda stagione | 24      | 1983-1984          |                   |
| Terza stagione   | 22      | 1984-1985          |                   |
| Quarta stagione  | 22      | 1985-1986          | 1987              |

## Nuove serie e Film TV
- Supercar 2000 - Indagine ad alta velocità, film TV (1991)
- Knight Rider, film TV (2008)
- Knight Rider, serie TV (2008-2009)
- Knight Rider 2010, film TV non canonico (1994)

## Spin-off
- Code of Vengeance, serie TV (1985-1986)
- Team Knight Rider, serie TV (1997-1998)

## Videogiochi
- Knight Rider (1986) per Amstrad CPC, Commodore 64, ZX Spectrum
- Knight Rider (1988) per NES
- Knight Rider Special (1989) per TurboGrafx-16, simile al gioco NES
- Knight Rider: The Game (2002) per PlayStation 2, Windows
- Supercar 2: Knight Rider (2004) per PlayStation 2, Windows
- LEGO Dimensions (2017) per PlayStation 4, PlayStation 3, Xbox One, Xbox 360, Wii U

## Altri media
- Il rapper statunitense Busta Rhymes ha composto una canzone con tema principale la sound track della serie, dal titolo Turn it up/Fire it up. Nel videoclip, però, la trama è la fuga da una specie di prigione futuristica e la vecchia KITT è una Dodge Viper.
- Il gruppo rap italiano Flaminio Maphia ha dedicato una canzone omonima a questa serie.
- In una doppia puntata de Il mio amico Arnold, Michael Knight e KITT partecipano nel loro ruolo di attori, mentre stanno girando un episodio di Supercar, salvando la vita ad Arnold e a un suo amico.
- Nel 1982 vennero prodotti tre diversi giochi da tavolo basati ufficialmente su Supercar, dalla Parker Brothers, dalla ASS Altenburger e dalla LJN[4].